# Вуд, Эдуард, 1-й граф Галифакс
Эдуард Фредерик Линдли Вуд (с 1944 года — 1-й граф Галифакс; англ. Edward Frederick Lindley Wood, 1st Earl of Halifax; 16 апреля 1881 — 23 декабря 1959) — английский политик, один из лидеров консерваторов. В 1925—1931 годах был генерал-губернатором и вице-королём Индии.
В 1925 году ему был присвоен титул барон Ирвин, в 1934 — виконт Галифакс, в 1944 — граф Галифакс.

## Биография

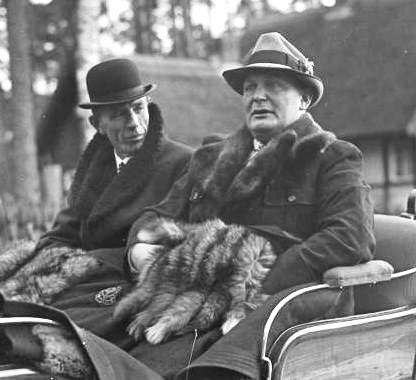
Лорд Галифакс (слева) и Герман Геринг в Каринхалле. 20 ноября 1937 года

Эдуард Вуд был внуком министра по делам Индии Чарльза Вуда. Между 1886 и 1890 годами трое старших братьев Вуда умерли молодыми, оставив его в возрасте девяти лет наследником состояния своего отца и местом в Палате лордов. Он вырос в религиозной и охотничьей атмосфере между двумя родительскими поместьями в Йоркшире: Хиклтон-холл, недалеко от Донкастера, и Гарроуби. Его религиозность как набожного англо-католика, как и его отца, принесла ему прозвище «Holy Fox», возможно, придуманное Черчиллем. Вуд родился с атрофированной левой рукой без левой кисти, что не помешало ему освоить верховую езду, охоту и стрельбы. У него был протез кисти с подпружиненным большим пальцем, которым он мог держать поводья или открывать ворота, однако также он самостоятельно научился ловко управляться с ружьем одной правой рукой. Вместе с тем религиозность и увечье наложили отпечаток на его характер — Вуд запомнился современникам и близким замкнутым и молчаливым человеком, надменным и суховатым. Он не мог вести нормальной светской и спортивной жизни, не мог сделать обычной военной карьеры, потому у него почти не было друзей, однако в аристократических кругах к нему относились с почтением.
Получил образование в Итонском колледже.
В 1910 году был избран в парламент от Консервативной партии. Участвовал в Первой мировой войне, в 1917 году работал в министерстве национальной повинности и здесь сблизился с возглавлявшим его Невиллем Чемберленом.
В 1921 году Ллойд-Джордж назначил Галифакса заместителем министра по делам колоний.
В 1922—1924 и 1932—1935 годах был министром просвещения, в 1924—1925 годах — министром сельского хозяйства.
В 1925—1931 годах был генерал-губернатором и вице-королём Индии. Стремился закрепить за ней статус доминиона, противодействуя движению за независимость. В 1930 году посадил в тюрьму Махатму Ганди, когда тот провёл 200-мильный (321,8 км) «соляной поход» в знак протеста против британской монополии на продажу соли. Репрессии против национально-освободительного движения он совмещал с конституционными манёврами для укрепления британского господства. В марте 1931 года заключил соглашение с Индийским национальным конгрессом о прекращении последним кампании гражданского неповиновения (так называемый пакт Ганди — Ирвин).
В 1935—1938 годах — лидер Палаты лордов.
Был сторонником умиротворения Германии — поддерживал политику Невилла Чемберлена по удовлетворению требований держав оси. В ноябре 1937 года по приглашению Геринга посетил международную охотничью выставку в Берлине и с разрешения Чемберлена встретился в Бергхофе с Гитлером 19 ноября для установления личного контакта. Галифакс не узнал Гитлера, который был одет в баварский национальный костюм, принял его за слугу, от чего попытался вручить ему свои пальто и шляпу, однако недоразумение вовремя разрешил фон Нейрат, пояснивший Галифаксу, что перед ним фюрер. В ходе встречи Гитлер убеждал Галифакса, что между Великобританией и Германией есть только один спорный вопрос — колонии. Галифакс со своей стороны внес несколько предложений, в том числе дал понять, что Англия не станет мешать германским территориальным приобретениям в Европе, если они ограничится применением мирных методов в проблемах Данцига, Австрии и Чехословакии. Гитлер использовал предложение Галифакса как карт-бланш для своих дальнейших действий, ничего не дал взамен, кроме бесплатного совета за обедом убить Махатму Ганди и видных членов Индийского национального конгресса, чтобы навести порядок в Индии.
После отставки Идена Галифакс занял пост министра иностранных дел в консервативном кабинете Чемберлена в 1938—1940 годах, после того как Энтони Иден подал в отставку из-за нежелания идти на переговоры с европейскими диктаторами. Он согласился на присоединение к нацистской Германии Австрии в 1938 году (аншлюс) и на оккупацию Гитлером части Чехословакии по Мюнхенскому соглашению, хотя не поверил докладам военного атташе в Праге подполковника Стронга о состоянии чехословацкой армии и под влиянием своего заместителя сэра Александра Кадогана пришёл к осознанию того, что путь к умиротворению привел Британию к ряду неразумных уступок, которые вряд ли обеспечат необходимое умиротворение Германии.
25 сентября 1938 года Галифакс выступил в кабинете министров против завышенных требований, представленных Гитлером в Годесбергском меморандуме после его второй встречи на высшем уровне с Чемберленом. Галифакс под влиянием Кадогана убедил кабинет отклонить условия Бад-Годесберга. Великобритания и Германия в конце сентября 1938 года встали на грани войны, пока Чемберлен не прилетел в Мюнхен. Чемберлен вряд ли мог позволить себе потерять второго министра иностранных дел, и его доминирование в кабинете никогда больше не было таким подавляющим.
Мюнхенское соглашение, подписанное после третьей встречи Чемберлена с Гитлером на высшем уровне, было, очевидно, популярным во всем мире и унизительным для многих в британском правительстве и высшем обществе, но оно не соответствовало желаниям Гитлера и предложенным Чемберленом уступкам, и усилило решимость Гитлера вернуться к уничтожению Чехословакии весной.
3 октября 1938 года Галифакс защищал Мюнхенское соглашение в Палате лордов гораздо более взвешенно, чем премьер-министр, «не как триумф, а как меньшее из двух зол».
Мюнхенский кризис привел к тому, что Галифакс начал занимать более жесткую позицию, чем Чемберлен, против дальнейших уступок Германии. Эндрю Робертс утверждает, что с этого момента Галифакс твердо взял курс на политику сдерживания. — в сочетании с более жесткой линией в отношении Германии, Италии и Японии уменьшило бы риск совместного действия этих трех враждебных держав.
В январе 1939 года Галифакс сопровождал Чемберлена в Рим для переговоров с Муссолини. В том же месяце Галифакс настаивал на переговорах с Францией ввиду опасности войны одновременно с Германией и Италией. После того, как Гитлер нарушил Мюнхенское соглашение и оккупировал Богемию и Моравию, Чемберлен произнес речь в Бирмингеме 17 марта 1939 года, пообещав, что Великобритания пойдет на войну, чтобы защитить Польшу. Галифакс был одной из главных движущих сил этого изменения политики. К марту 1939 года Иден, в то время не занимавший поста, заметил, что благодаря Галифаксу правительство «теперь [наконец-то] делает то, что мы хотели бы».
Галифакс предоставил гарантии Польше 31 марта 1939 г., вызванные тревожными разведданными о приготовлениях Германии, в надежде послать Германии четкие сигналы о том, что, по словам Галифакса, что «Мюнхенов больше не будет».
В начале апреля 1939 года министерство иностранных дел получило разведданные о том, что Италия собирается вторгнуться в Албанию. На заседании кабинета министров 5 апреля 1939 г. Галифакс отверг эти сообщения. Два дня спустя Италия вторглась в Албанию. Галифакс встретился с сэром Александром Кадоганом и «решил, что мы ничего не можем сделать, чтобы остановить это».
Галифакс отказался от приглашения приехать на переговоры в Москву, переданного советским руководством через посла И. М. Майского 12 июня 1939 года, возможно, упустив шанс достичь договорённости с СССР и предотвратить возможность заключения Гитлером и Сталиным в 1939 году советско-германского пакта о ненападении. Вместе с тем, хотя Галифакс лично не любил советский режим, не в последнюю очередь из-за атеизма, он быстрее Чемберлена понял, что Британия должна попытаться вступить в союз с Советами. Он сказал комитету по иностранным делам: «Советская Россия — это нечто среднее между непобедимым паровым катком и взглядом на неё как на совершенно бесполезную в военном отношении. Мы не можем игнорировать страну с населением 180 000 000 человек». Историками было высказано предположение, что Галифакс должен был сам вести переговоры, но это не соответствовало бы цели Галифакса, потому что его правительство не вело переговоры добросовестно. Министерство иностранных дел подтвердило поверенному в делах США 8 августа 1939 г., что «военной миссии, покинувшей Москву, было приказано приложить все усилия для продления переговоров до 1 октября 1939 г.». Галифакс сообщил Комитету по иностранным делам 10 июля 1939 года: «Хотя французы были за начало военных переговоров, французское правительство полагало, что военные переговоры будут растянуты на долгое время, и пока они ведутся, мы должны препятствовать проникновению Советской России в немецкий лагерь». Галифакс неверно оценивал возможную реакцию Гитлера на англо-советские договоренности, «Гитлер был очень низкого мнения о Советском Союзе, и наши действия [в союзе с Советами] подтвердили бы его мысль о том, что мы были слабым и немощным народом». Напротив, Гитлера беспокоила мысль о совместном пакте между Францией, Великобританией и Советским Союзом, чтобы предотвратить пакт между Германией и Советским Союзом, и Галифакс не знал, что с апреля 1939 года Гитлер, по свидетельству Вайцзеккера, обдумывал варианты «примирения с Советским Союзом».
Во время Второй мировой войны c образованием в мае 1940 года коалиционного правительства Черчилля Галифакс первоначально вошёл в него, сохранив за собой пост министра иностранных дел. Однако в декабре 1940 года Галифакс под влиянием ухудшения обстановки на фронте, собственной усталости и расхождений с Черчиллем был вынужден уйти из правительства. Он был назначен британским послом в США. На этом посту он оставался до 1946 года.

## Награды
| Страна         | Дата            | Награда                                                          | Постноминальные литеры |
| -------------- | --------------- | ---------------------------------------------------------------- | ---------------------- |
| Англия         | 1931 —          | Рыцарь ордена Подвязки                                           | KG                     |
| Великобритания | 13 июня 1946 —  | Кавалер ордена Заслуг                                            | OM                     |
| Великобритания | 16 июля 1957 —  | Кавалер Большого креста ордена Святого Михаила и Святого Георгия | GCMG                   |
| Великобритания | 3 апреля 1926 — | Рыцарь — великий командор ордена Звезды Индии                    | GCSI                   |
| Великобритания | 3 апреля 1926 — | Рыцарь — великий командор ордена Индийской империи               | GCIE                   |
| Великобритания | 1919            | Звезда 1914—15                                                   |                        |
| Великобритания | 26 июля 1919    | Британская военная медаль                                        |                        |
| Великобритания | 1 сентября 1919 | Медаль Победы                                                    |                        |
| Великобритания |                 | Территориальная награда                                          | TD                     |

## Киновоплощение
- 2017 — «Тёмные времена» (англ. Darkest Hour) — Стивен Диллэйн